# Eva Lund
Pour les articles homonymes, voir Lund.
Eva Lund (née le 1er mai 1971 à Stockholm)  est une curleuse suédoise

## Biographie

### Jeux olympiques
- Jeux olympiques d'hiver de 2006 à Turin  Italie:
  -  Médaille d'or en Curling.
- Jeux olympiques d'hiver de 2010 à Vancouver  Canada:
  -  Médaille d'or en Curling.